# Jean-Philippe de Chéseaux
Jean-Philippe Loys de Chéseaux (Lausana, 4 de maio de 1718 - Paris, 30 de novembro de 1751) foi um astrônomo de Lausana, Suíça. Em 1746, Chéseaux apresentou uma lista de nebulosas, oito das quais eram suas novas descobertas, para a Académie des sciences, França. A lista foi notabilizada particularmente por Guillaume Le Gentil em 1759, mas só tornado público em 1892 por Guillaume Bigourdan. Chéseaux foi um dos primeiros a declarar, em sua forma moderna, que mais tarde seria conhecida como o paradoxo de Olbers, que, se o Universo for infinito, o céu noturno deveria ser brilhante."
De Cheseaux descobriu dois cometas: C/1743 X1, com Dirk Klinkenberg, o grande cometa do ano de 1744, e  o cometa C/1746 P1. Descobriu também alguns objetos que mais tarde viriam a ser parte do Catálogo Messier, como Messier 71.
De Cheseaux também fez pesquisas, pouco notabilizadas, em cronologia bíblica, tentando datar a crucificação de Jesus de Nazaré através da análise de observações astronômicas no Livro de Daniel. Este trabalho foi publicado postumamente em Mémoires posthumes de M. de Chéseaux (1754).